# Græsholm, Ertholmene
Græsholm är en obebodd ö i  ögruppen Ertholmene, 20 kilometer nordost om Bornholm i Danmark. Den 9 hektar stora, nästan kala klippön, vars högsta punkt ligger 11 meter över havet, är  fågelskyddsområde sedan 1926 och inte tillgänglig för allmänheten.
Græsholm har aldrig varit bebodd, men användes som  pestkyrkogård under pestutbrottet på Bornholm 1684–1685. År 1703 byggdes Stjerneskansen som en del af Ertholmenes befästningar. Den förstördes 1812 men ruinerna finns kvar.
Græsholm är häckningsplats för bland andra tordmule och sillgrissla samt en stor koloni av gråtrut med flera tusen par. 
Vid skäret Tat norr om Græsholmen samlas varje år ett stort antal gråsälar.